# 八広駅
八広駅（やひろえき）は、東京都墨田区八広六丁目にある、京成電鉄押上線の駅である。駅番号はKS47。

## 歴史
- 1923年（大正12年）7月11日 - 荒川駅（あらかわえき）として開業。
- 1991年（平成3年）1月5日 - 旧荒川橋梁にタンカーが衝突し、上下線ともレールが折損するほどの事故が発生。押上線が数日間運休となる。
- 1992年（平成4年）- 上記事故を契機に、協定・調査段階であった荒川橋梁掛け替えおよび四ツ木駅 - 当駅の高架化が最終決定され、工事が開始される。
- 1994年（平成6年） 4月1日 - 八広駅に改称[1]。
- 1997年（平成9年）12月13日 - 1番線ホーム（押上方面）の高架化工事完成[2]。
- 1999年（平成11年）9月4日 - 2番線ホーム（青砥方面）の高架化工事完成。
- 2001年（平成13年）
  - 9月15日 - 新駅舎の供用開始に伴い、押上方に0.1 km改キロ。特定区間運賃を設定。
  - 9月17日 - 3番線ホーム（副本線）と追い抜き設備が完成。

### 駅名の由来

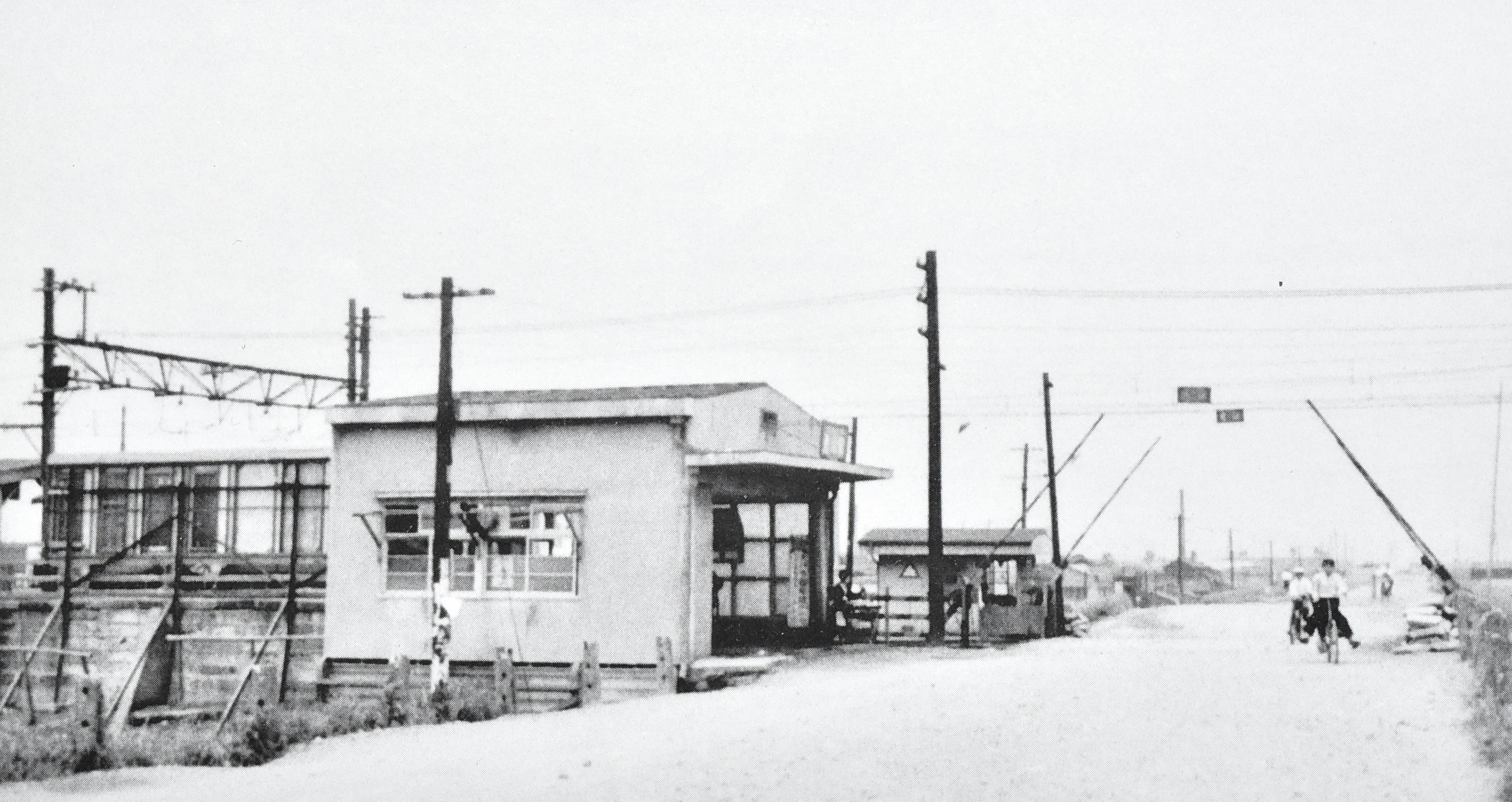
1956年頃の荒川駅

開業当初から長い間荒川駅と名乗っていた。荒川（当時は荒川放水路）の土手上に位置していたことが由来だが、1932年（昭和7年）の荒川区成立後は誤解や誤乗を招くことがあった。荒川橋梁の架け替え、駅の高架化を機に地元地名の「八広」に改名した。
「八広」という町名は、1965年（昭和40年）12月1日の住居表示実施に伴い従来の寺島町六・八丁目、隅田町四丁目・吾嬬町西五 - 九丁目の8地区が合併して新たな町域が成立した際に、縁起の良い「八」の字を採り、その字体から「末広がり」の縁起を担いで命名されたものである。

## 駅構造
下り線・上り線共用の追い抜き設備を設置した、単式ホーム・島式ホーム2面3線の高架駅である。
四ツ木駅とを結ぶ荒川橋梁に接している。荒川橋梁の架け替え工事前は青砥寄り、荒川堤防上の道路（都道449号）沿いに駅舎および改札があり、構内踏切も設置されていた。架け替え工事により線路が付け替えられたことに伴い、2001年9月15日のダイヤ改正から新駅舎での営業を開始した。コンコースも高架下の中央に移転するとともに下り線に追い抜き設備が設置され、使用を開始した。
基本的に上り列車は1番線、下り列車は2番線を使用するが、下り列車が当駅で通過列車の待避を行う場合は3番線に発着する。一方、平日朝ラッシュ時は上り列車の待避が多く存在するため、7:09 - 9:16の間に発車する上り普通列車は待避の有無にかかわらず全て2番線に発着し、1番線は上り通過線としてホームが封鎖され、同時間帯の下り列車は通過列車も含めて3番線を使用する。
また2番線を使用して当駅での折り返し運転も可能であるが、定期ダイヤでの設定はない。
当駅には京成電鉄で唯一、LEDを併用した反転フラップ式案内表示機が設置されていたが、2016年7月下旬日暮里駅や成田空港駅などと同じく英語入り接近放送への更新と合わせ、フルカラーLED式の発車案内表示器に取り換えられた。

### のりば
| 番線 | 路線   | 方向 | 行先                                                              | 備考                                                                    |
| ---- | ------ | ---- | ----------------------------------------------------------------- | ----------------------------------------------------------------------- |
| 1・2 | 押上線 | 上り | 押上・ 都営浅草線・ 京急線方面                                    | 平日朝ラッシュ(当駅発7:09-9:19)は2番線を発着 それ以外は1番線を使用      |
| 2・3 | 押上線 | 下り | 青砥・京成高砂・京成船橋・ 成田空港・京成千葉方面（京成本線経由） | 3番線は平日朝の一部時間帯と平日夕ラッシュおよび土休日朝の待避列車が使用 |
| 2・3 | 押上線 | 下り | 北総線・ 成田空港方面（成田スカイアクセス線経由）                 | 3番線は平日朝の一部時間帯と平日夕ラッシュおよび土休日朝の待避列車が使用 |

## 利用状況
2024年度の1日平均乗降人員は14,618人である。押上線の駅では乗降人員が最も少ないが、2000年代から増加傾向にある。
近年の1日平均乗降・乗車人員の推移は下表の通りである。
| 年度               | 1日平均 乗降人員 | 1日平均 乗車人員 | 出典     |
| ------------------ | ---------------- | ---------------- | -------- |
| 1990年（平成02年） |                  | 4,115            | [ * 1 ]  |
| 1991年（平成03年） |                  | 4,014            | [ * 2 ]  |
| 1992年（平成04年） |                  | 4,038            | [ * 3 ]  |
| 1993年（平成05年） |                  | 3,964            | [ * 4 ]  |
| 1994年（平成06年） |                  | 4,008            | [ * 5 ]  |
| 1995年（平成07年） |                  | 4,014            | [ * 6 ]  |
| 1996年（平成08年） |                  | 3,978            | [ * 7 ]  |
| 1997年（平成09年） |                  | 3,890            | [ * 8 ]  |
| 1998年（平成10年） |                  | 3,847            | [ * 9 ]  |
| 1999年（平成11年） |                  | 3,828            | [ * 10 ] |
| 2000年（平成12年） |                  | 3,863            | [ * 11 ] |
| 2001年（平成13年） |                  | 3,879            | [ * 12 ] |
| 2002年（平成14年） |                  | 3,929            | [ * 13 ] |
| 2003年（平成15年） | 8,272            | 4,112            | [ * 14 ] |
| 2004年（平成16年） | 8,486            | 4,227            | [ * 15 ] |
| 2005年（平成17年） | 9,067            | 4,518            | [ * 16 ] |
| 2006年（平成18年） | 9,187            | 4,595            | [ * 17 ] |
| 2007年（平成19年） | 9,303            | 4,667            | [ * 18 ] |
| 2008年（平成20年） | 9,695            | 4,863            | [ * 19 ] |
| 2009年（平成21年） | 9,660            | 4,852            | [ * 20 ] |
| 2010年（平成22年） | 9,628            | 4,847            | [ * 21 ] |
| 2011年（平成23年） | 9,573            | 4,820            | [ * 22 ] |
| 2012年（平成24年） | 9,792            | 4,932            | [ * 23 ] |
| 2013年（平成25年） | 10,239           | 5,159            | [ * 24 ] |
| 2014年（平成26年） | 10,418           | 5,249            | [ * 25 ] |
| 2015年（平成27年） | 10,947           | 5,519            | [ * 26 ] |
| 2016年（平成28年） | 11,541           | 5,822            | [ * 27 ] |
| 2017年（平成29年） | 11,993           | 6,044            | [ * 28 ] |
| 2018年（平成30年） | 12,440           | 6,281            | [ * 29 ] |
| 2019年（令和元年） | 12,678           | 6,397            | [ * 30 ] |
| 2020年（令和02年） | 10,292           | 5,199            |          |
| 2021年（令和03年） | 10,956           | 5,534            |          |
| 2022年（令和04年） | 12,118           | 6,137            |          |
| 2023年（令和05年） | 13,264           | 6,715            |          |
| 2024年（令和06年） | 14,618           | 7,409            |          |

## 駅周辺
- 荒川
- 八広公園
- 墨田区立八広小学校
- 東京都立墨田特別支援学校
- 墨田区八広図書館
- 墨田四郵便局
- 墨田八広四郵便局
- 宝蔵寺
- 八広庚申堂
- 関東大震災時 韓国・朝鮮人殉難者追悼之碑

### バス路線
駅南側の道路上に停留所がある。停留所名は東京都交通局が八広、京成バスが八広（八広駅）である。
- 上23：青戸車庫前行 / 平井駅前行
- 錦37：青戸車庫前行・新四ツ木橋行 / 錦糸町駅前行
- 墨田区内循環バス「すみだ百景 すみまるくん・すみりんちゃん」北東部ルート：押上駅方面

## その他
1953年には、小津安二郎監督映画『東京物語』の撮影でロケ地として使われ、冒頭のシーンで堀切駅として登場した。

## 隣の駅
京成電鉄
 押上線
■快速特急・■アクセス特急・■特急・■通勤特急・■快速
通過
■普通
京成曳舟駅 (KS46) - 八広駅 (KS47) - 四ツ木駅 (KS48)
- 京成曳舟駅方面の次駅は1947年までは向島駅であった。

### 記事本文
1. ↑  「私鉄年表」『私鉄車両編成表 '94年版』ジェー・アール・アール、1994年11月5日、187頁。ISBN 4-88283-215-1。
2. ↑  『鉄道ピクトリアル』第48巻第4号、電気車研究会、1998年4月、83頁。
3. ↑  京成電鉄の駅では八広駅への改名が最後の駅名改称となっている（空港第2ビル駅・成田空港駅の英語表記変更や、市川真間駅などでの期間限定の駅名標差し替えなどを除く）。
4. ↑  架け替え前は橋梁の水面からの高さが低く、大きな船の通過は難しかった。また、船が橋梁に衝突することが何度もあり押上線が不通になったこともあった。加えて、橋梁が八広側・四つ木側ともに堤防の高さを下回るように架けられていたため、嵩上げした堤防が荒川橋梁部分で低くなり水防上全く嵩上げの意味をなさない状態だった。
5. ↑  各種報告書 - 関東交通広告協議会
6. ↑  東京都統計年鑑
7. ↑  蓮實重彥『監督小津安二郎』（ちくま学芸文庫）

### 利用状況
東京都統計年鑑
1. ↑  東京都統計年鑑（平成2年）228ページ
2. ↑  東京都統計年鑑（平成3年）234ページ
3. ↑  東京都統計年鑑（平成4年）
4. ↑  東京都統計年鑑（平成5年）
5. ↑  東京都統計年鑑（平成6年）
6. ↑  東京都統計年鑑（平成7年）
7. ↑  東京都統計年鑑（平成8年）
8. ↑  東京都統計年鑑（平成9年）
9. ↑  東京都統計年鑑（平成10年） (PDF)
10. ↑  東京都統計年鑑（平成11年） (PDF)
11. ↑  東京都統計年鑑（平成12年）
12. ↑  東京都統計年鑑（平成13年）
13. ↑  東京都統計年鑑（平成14年）
14. ↑  東京都統計年鑑（平成15年）
15. ↑  東京都統計年鑑（平成16年）
16. ↑  東京都統計年鑑（平成17年）
17. ↑  東京都統計年鑑（平成18年）
18. ↑  東京都統計年鑑（平成19年）
19. ↑  東京都統計年鑑（平成20年）
20. ↑  東京都統計年鑑（平成21年）
21. ↑  東京都統計年鑑（平成22年）
22. ↑  東京都統計年鑑（平成23年）
23. ↑  東京都統計年鑑（平成24年）
24. ↑  東京都統計年鑑（平成25年）
25. ↑  東京都統計年鑑（平成26年）
26. ↑  東京都統計年鑑（平成27年）
27. ↑  東京都統計年鑑（平成28年）
28. ↑  東京都統計年鑑（平成29年）
29. ↑  東京都統計年鑑（平成30年）
30. ↑  東京都統計年鑑（平成31年・令和元年）

京成電鉄の1日平均利用客数
1. 1 2 3 4  京成電鉄株式会社. “駅別乗降人員（2024年度）” (PDF). 2025年5月5日閲覧。
2. 1 2  京成電鉄株式会社. “駅別乗降人員（2022年度）” (PDF). 2025年5月5日閲覧。
3. 1 2  京成電鉄株式会社. “駅別乗降人員（2023年度）” (PDF). 2025年5月5日閲覧。